# Rosslare Europort
Rosslare Europort is de haven van Rosslare Harbour in County Wexford, in de meest zuidoostelijke punt van Ierland. De haven wordt gebruikt door passagiers- en vrachtverkeer naar Wales in het Verenigd Koninkrijk en Frankrijk. De haven wordt geëxploiteerd door de Ierse nationale spoorwegmaatschappij Iarnród Éireann. De haven is gebouwd op aangeplempt land en is na de haven van Dublin de belangrijkste haven in Ierland.
Er zijn ook ferryverbindingen met Cherbourg en Roscoff in Frankrijk. De haven wordt ook gebruikt voor de auto-import.

## Spoorvervoer
Iarnród Éireann heeft in de haven een station. Er is een onder de naam SailRail uitgevoerde boottrein verbinding naar Fishguard Harbour waar aansluiting is op de treinverbinding naar Londen.